# Шлезингер, Феликс
Феликс Шлезингер (нем. Felix Schlesinger); 9 октября 1833, Гамбург — 1910, там же) — немецкий живописец, иллюстратор. Представитель Дюссельдорфской художественной школы.

## Биография
Брат художника Карла Шлезингера (1825—1893).
Обучался фигуративной живописи в Антверпене, в 1850 и 1851 годах — в Дюссельдорфской академии художеств, работал в мастерской Р. Иордана. Позже долго жил в Париже, до некоторой степени усвоил себе манеру тамошних салонных живописцев и, наконец, поселился в Мюнхене.
Автор жанровых картин и портретов, иллюстратор. Один из самых известных художников детской тематики, которая была пользовалась большой популярностью во всем мире в XIX веке, в основном, в Англии и Америке.
Из его жанровых картин, по большей части простых по сюжету и блестящих по краскам, заслуживают внимания: «Ювелир», «Спасшиеся от кораблекрушения», «Почтовая контора», «Лилея», «Дети у источника», «Визит новобрачных к их родителям», «Говорящий портрет», «Соня» и «Цирюльня».

## Галерея
- Дети играют с кроликами в конюшне
- Коробейник
- Портрет девушки